# NGC 7149
NGC 7149 (другие обозначения — PGC 67524, UGC 11835, MCG 0-55-26, ZWG 376.47, NPM1G +03.0571) — эллиптическая галактика (E) в созвездии Пегас.
Этот объект входит в число перечисленных в оригинальной редакции «Нового общего каталога».